# ماديسون (مسيسيبي)
ماديسون (بالإنجليزية: Madison, Mississippi)‏ هي مدينة تقع في الولايات المتحدة في Madison County. يقدر عدد سكانها بـ 24,841 نسمة ومساحتها 35.5 كم2 وترتفع عن سطح البحر 103 متر.

## التركيبة السكانية
حدّد مكتب تعداد الولايات المتحدة بيانات التركيبة السكانية لماديسون في تعداد الولايات المتحدة. في ما يلي، التركيبة السكانية حسب تعدادي 2000 و2010.

### تعداد عام 2000
بلغ عدد سكان ماديسون 14,692 نسمة بحسب تعداد عام 2000، وبلغ عدد الأسر 5,189 أسرة وعدد العائلات 4,251 عائلة مقيمة في المدينة. في حين سجلت الكثافة السكانية 214.6 نسمة لكل كيلومتر مربع (555.8/ميل2). وبلغ عدد الوحدات السكنية 5,316 وحدة بمتوسط كثافة قدره 77.7 لكل كيلومتر مربع (201.2/ميل2).
وتوزع التركيب العرقي للمدينة بنسبة 93.23% من البيض و4.89% من الأمريكيين الأفارقة و0.07% من الأمريكيين الأصليين و1.20% من الأمريكيين ذوي الأصول الآسيوية و0.03% من سكان جزر المحيط الهادئ و0.18% من الأعراق الأخرى و0.40% من عرقين مختلطين أو أكثر و0.69% من الهسبانيون أو اللاتينيون من أي عرق.
بلغ عدد الأسر 5,189 أسرة كانت نسبة 49.6% منها لديها أطفال تحت سن الثامنة عشر تعيش معهم، وبلغت نسبة الأزواج القاطنين مع بعضهم البعض 73% من أصل المجموع الكلي للأسر، ونسبة 7.4% من الأسر كان لديها معيلات من الإناث دون وجود شريك،  بينما كانت نسبة 1.5% من الأسر لديها معيلون من الذكور دون وجود شريكة وكانت نسبة 18.1% من غير العائلات. تألفت نسبة 16.3% من أصل جميع الأسر من عدة أفراد يعيشون في نفس المنزل ونسبة 5% كانت تتألف من شخص يعيش بمفرده يبلغ من العمر 65 عاماً أو أكثر. وبلغ متوسط حجم الأسرة المعيشية 2.81، أما متوسط حجم العائلات فبلغ 3.17.
بلغ العمر الوسطي للسكان 36.2 عاماً. وكانت نسبة 31.2% من القاطنين تحت سن الثامنة عشر، وكانت نسبة 4.1% بين الثامنة عشر والرابعة والعشرين عاماً، ونسبة 35% كانت واقعةً في الفئة العمرية ما بين الخامسة والعشرين والرابعة والأربعين عاماً، ونسبة 21.1% كانت ما بين الخامسة والأربعين والرابعة والستين، ونسبة 7.7% كانت ضمن فئة الخامسة والستين عاماً فما فوق. يوجد لكل 100 أنثى 94.0 ذكر، ويوجد لكل 100 أنثى في الثامنة عشر من عمرها فما فوق 89.8 ذكر.
بلغ متوسط دخل الأسرة في المدينة 71,242 دولارًا، أما متوسط دخل العائلة فبلغ 77,161 دولارًا. وكان متوسط دخل الذكور 54,105 دولارًا مقابل 34,017 دولارًا للإناث. وسجل دخل الفرد الخاص بالمدينة 29,031 دولارًا. وكانت نسبة 2.2% من العائلات ونسبة 2.5% من السكان تحت خط الفقر، وكان من هؤلاء نسبة 3.5% تحت سن الثامنة عشر ونسبة 1.4% في الخامسة والستين من العمر وما فوق.

### تعداد عام 2010
بلغ عدد سكان ماديسون 24,149 نسمة بحسب تعداد عام 2010، وبلغ عدد الأسر 8,679 أسرة وعدد العائلات 6,910 عائلة مقيمة في المدينة. في حين سجلت الكثافة السكانية 352.8 نسمة لكل كيلومتر مربع (913.7/ميل2). وبلغ عدد الوحدات السكنية 9,050 وحدة بمتوسط كثافة قدره 132.2 لكل كيلومتر مربع (342.4/ميل2).
وتوزع التركيب العرقي للمدينة بنسبة 85.49% من البيض و10.23% من الأمريكيين الأفارقة و0.10% من الأمريكيين الأصليين و3.19% من الأمريكيين ذوي الأصول الآسيوية و0.01% من سكان جزر المحيط الهادئ و0.22% من الأعراق الأخرى و0.75% من عرقين مختلطين أو أكثر و1.16% من الهسبانيون أو اللاتينيون من أي عرق.
بلغ عدد الأسر 8,679 أسرة كانت نسبة 43% منها لديها أطفال تحت سن الثامنة عشر تعيش معهم، وبلغت نسبة الأزواج القاطنين مع بعضهم البعض 69.4% من أصل المجموع الكلي للأسر، ونسبة 8% من الأسر كان لديها معيلات من الإناث دون وجود شريك،  بينما كانت نسبة 2.3% من الأسر لديها معيلون من الذكور دون وجود شريكة وكانت نسبة 20.4% من غير العائلات. تألفت نسبة 18.2% من أصل جميع الأسر من عدة أفراد يعيشون في نفس المنزل ونسبة 7.7% كانت تتألف من شخص يعيش بمفرده يبلغ من العمر 65 عاماً أو أكثر. وبلغ متوسط حجم الأسرة المعيشية 2.77، أما متوسط حجم العائلات فبلغ 3.17.
بلغ العمر الوسطي للسكان 40.1 عاماً. وكانت نسبة 29.2% من القاطنين تحت سن الثامنة عشر، وكانت نسبة 5.2% بين الثامنة عشر والرابعة والعشرين عاماً، ونسبة 23.9% كانت واقعةً في الفئة العمرية ما بين الخامسة والعشرين والرابعة والأربعين عاماً، ونسبة 30.6% كانت ما بين الخامسة والأربعين والرابعة والستين، ونسبة 11.1% كانت ضمن فئة الخامسة والستين عاماً فما فوق. وتوزع التركيب الجنسي للسكان بنسبة 48.1% ذكور و51.9% إناث.

## أعلام
- كريس سبنسر
- تيت إلينغتون
- تشارلز كلارك
- لاري هارت
- جوني بروير